# 詹姆斯·拉夫爾提
詹姆斯·拉夫爾提（James Martin Lafferty）是一位美國演員、導演和製作人。他最著名的作品是在CW電視劇中籃球兄弟中出演Nathan Scott的角色。

## 外部連結
- 詹姆斯·拉夫爾提在互联网电影资料库（IMDb）上的資料（英文）
- James Lafferty cast bio at CWTV.com